# Thor-Lennart Loo
Thor-Lennart Loo, född 13 maj 1940 i Östersund, död 5 juni 2019, var en svensk officer i Armén.

## Biografi
Loo blev fänrik i Armén 1964. Han befordrades 1966 till löjtnant, 1972 till kapten, 1975 till major, 1979 till överstelöjtnant, 1986 till överste och 1989 till överste av 1:a graden.
Loo inledde sin militära karriär i Armén vid Jämtlands fältjägarregemente. Åren 1979–1985 var han officer vid generalstabskåren samt detaljchef vid Arméstaben. Åren 1982–1985 var han bataljonschef vid Västernorrlands regemente. Åren 1985–1987 var han utbildningschef vid Livgrenadjärregementet. Åren 1987–1989 var han chef för Infanteriets stridsskola. Åren 1989–1993 var han sektionschef vid Arméstaben. Åren 1993–1997 var han chef för Södermanlands regemente och åren 1994–1997 även försvarsområdesbefälhavare för Södermanlands försvarsområde. Åren 1994–1998 var han även chef för Försvarsmusikcentrum.
Thor-Lennart Loo gifte sig 1973 med Marianne Renström.